# Anthocharis stella
Espèce
Anthocharis stella est une espèce de lépidoptères (papillons) de la famille des Pieridae, de la sous-famille des Pierinae et du genre Anthocharis.

## Dénomination
Anthocharis stelle a été nommé par William Henry Edwards en 1879.
Synonyme : Anthocharis sara stella.
Anthocharis stella a longtemps été considéré comme une sous-espèce d’Anthocharis sara mais des analyses moléculaires ont confirmé le statut distinct de ces deux espèces (travaux de Geiger et Shapiro, 1986).

### Noms vernaculaires
Anthocharis stella se nomme Stella Orangetip en anglais.

## Description
Ce papillon blanc de taille moyenne (d'une envergure de 29 à 48 mm) présente un dimorphisme sexuel : les ailes sont de couleur blanche chez le mâle, jaune chez la femelle et l'apex des ailes antérieures est marqué d'une large tache orange plus marquée chez le mâle, séparée par une bande noire plus diffuse chez le mâle.
Le revers des ailes postérieures est marqué de marbrures vertes.

### Chenille
La chenille est verte.

## Biologie

### Période de vol et hivernation
Il vole en une seule génération annuelle de fin avril à fin juin, plus tard jusqu'à mi-août en altitude très élevée,.
Il hiverne au stade de chrysalide.

### Plantes hôtes
Les plantes hôtes de sa chenille sont des moutardes Descurainia, Sisymbrium et Arabis.

## Écologie et distribution
Anthocharis stella est présent en Amérique du Nord, dans la Sierra Nevada et les Montagnes Rocheuses, depuis l'Alberta et la Colombie-Britannique au Canada jusqu'en Californie aux États-Unis, donc dans le Wyoming, le nord de l'Utah, l'est du Dakota du Nord, le Dakota du Sud, l'extrême ouest du Texas et le Nouveau-Mexique,.

### Biotope
Il réside au flanc des montagnes, dans les canyons, les prés sub-alpins secs et les forêts de pin clairsemées.

### Protection
Les plantes hôtes doivent être préservées.